# Communauté de communes du Pays de Condé et de la Druance
La communauté de communes du Pays de Condé et de la Druance, ou Condé Intercom, est une ancienne communauté de communes française, située dans le département du Calvados et la région Normandie.

## Histoire
La communauté de communes est créée par arrêté préfectoral du 13 décembre 2000.
Le 1er janvier 2017, elle fusionne avec la communauté de communes Intercom séverine pour donner naissance à la communauté de communes Intercom de la Vire au Noireau à laquelle se joignent les communes nouvelles de Souleuvre en Bocage, Valdallière et Vire Normandie. La commune du Plessis-Grimoult s'en sépare et fusionne au sein de la commune nouvelle des Monts d'Aunay et rejoint en conséquence la communauté de communes Pré-Bocage Intercom.

## Composition
Au 1er avril 2015, elle était composée de quatorze communes, toutes situées dans le canton de Condé-sur-Noireau :
À la suite de la création de la commune nouvelle de Condé-en-Normandie le 1er avril 2016, fusionnant La Chapelle-Engerbold, Condé-sur-Noireau, Lénault, Proussy, Saint-Germain-du-Crioult et Saint-Pierre-la-Vieille, elle comptait neuf communes lors de sa dissolution.
| Nom                        | Code Insee | Gentilé         | Superficie (km2) | Population (dernière pop. légale) | Densité (hab./km2) |
| -------------------------- | ---------- | --------------- | ---------------- | --------------------------------- | ------------------ |
| Condé-en-Normandie (siège) | 14174      |                 | 62,98            | 6 992 (2014)                      | 111                |
| Lassy                      | 14357      | Lasséens        | 12,60            | 311 (2021)                        | 25                 |
| Périgny                    | 14496      | Péruviens       | 2,66             | 58 (2014)                         | 22                 |
| Le Plessis-Grimoult        | 14508      | Grimoultais     | 16,15            | 321 (2021)                        | 20                 |
| Pontécoulant               | 14512      |                 | 2,38             | 86 (2014)                         | 36                 |
| Saint-Denis-de-Méré        | 14572      | Mérois          | 11,37            | 837 (2014)                        | 74                 |
| Saint-Jean-le-Blanc        | 14597      | Albijohaniciens | 15,12            | 346 (2021)                        | 23                 |
| Saint-Vigor-des-Mézerets   | 14662      | Saint-Vigoriens | 9,47             | 238 (2021)                        | 25                 |
| La Villette                | 14756      |                 | 9,74             | 218 (2014)                        | 22                 |

## Administration
| Période      | Période       | Identité        | Étiquette | Qualité |
| ------------ | ------------- | --------------- | --------- | --- |
| janvier 2001 | décembre 2016 | Pascal Allizard | LR        | Maire de Condé-sur-Noireau (1995-2015) puis de Condé-en-Normandie (depuis 2016), vice-président du conseil général (2004-2014), sénateur (depuis 2014) |